# إدوين كيو. وايت
إدوين كيو. وايت (بالإنجليزية: Edwin Q. White)‏ هو صحفي أمريكي، ولد في 29 أغسطس 1922، وتوفي في 1 نوفمبر 2012.